# Musehaleaks
Musehaleaks (Peperomia) er en slægt med mere end 1000 forskellige arter, som er udbredt i tropiske og subtropiske egne af verden. De fleste af dem er små, kompakte og staudelignende epifyter, som gror på råddent træ. Musehaleaks hører til peberfamilien. Navnet Peperomia betyder peberlignende. 

## Beskrivelse
På dansk hedder Peperomia musehaleaks, fordi den har en masse bittesmå blomster der sidder samlet på et opret aks, så de ligner musehaler. Planterne er mere eller mindre kødfulde urter, med et vandlagrende væv i de øvrige bladcellelag. Mange af arterne er epifytiske og nogle af arterne anvendes lokalt til medicin. Peperomia kan have opret eller hængende vækst. Bladene findes i en lang række faconer og farver og sidder i en basal bladroset eller på hængende eller opretvoksende stængler.

## Formering
Peperomia formeres for det meste ved top-, blad- eller ledstiklinger, alt efter hvilken sort det er. Nogle enkelte sorter formeres dog ved frø. Stiklingerne sætter nemt rødder. 

## Arter
- Sølvmusehaleaks (Peperomia argyreia)
- Almindelig musehaleaks (Peperomia caperata)
- Ampelmusehaleaks (Peperomia glabella)
- (Peperomia obtusifolia)
- (Peperomia rotundifolia)
- (Peperomia maculosa)
- (Peperomia rubella)
- (Peperomia fraseri)
- (Peperomia acuminata)
- (Peperomia alata)
- (Peperomia borbonensis)